# 5 septembre
Pour les articles homonymes, voir Cinq-Septembre.
5 août 5 octobre
Chronologies thématiques
- Croisades
- Ferroviaires
- Sports
- Disney
- Anarchisme
- Catholicisme

Abréviations / Voir aussi
- (° 1852) = né en 1852
- († 1885) = mort en 1885
- a.s. = calendrier julien
- n.s. = calendrier grégorien
- Calendrier
- Calendrier perpétuel
- Liste de calendriers
- Naissances du jour

Le 5 septembre est le 248e jour de l'année du calendrier grégorien, 249e lorsqu'elle est bissextile (il en reste ensuite 117).
C'était généralement l'équivalent du 19 fructidor du calendrier républicain français, officiellement dénommé jour de la tagette.

## Événements

### XIVesiècle
- 1379 : début de la révolte des chaperons blancs, dans le comté de Flandres.

### XVesiècle
- 1494 : Jean II de Portugal ratifie le traité de Tordesillas.

### XVIesiècle
- 1534 : Jacques Cartier ramène deux « Indiens », de sa première expédition au Canada.

### XVIIesiècle
- 1634 : bataille de Nördlingen, victoire de l'empereur Ferdinand III sur les Suédois et les Luthériens.
- 1638 : naissance de Louis XIV, dit « le Grand » ou « le Roi-Soleil », au château Neuf de Saint-Germain-en-Laye.
- 1661 : sur ordre du roi de France Louis XIV, arrestation de Nicolas Fouquet dans la cour du château de Nantes par le capitaine d'Artagnan.
- 1666 : fin du grand incendie de Londres.
- 1695 : capitulation des Français, au siège de Namur (guerre de Neuf Ans).
- 1697 : victoire française, à la bataille de la baie d'Hudson (guerre de la Ligue d'Augsbourg).
- 1698 : paroxysme de l'exécution des streltsy, par le tsar Pierre Ier le Grand, en répression de leur rébellion[1].

### XVIIIesiècle
- 1725 : mariage de Louis XV de France et de Marie Leszczyńska.
- 1774 : ouverture du Premier Congrès continental.
- 1781 : bataille de la baie de Chesapeake (guerre d'indépendance des États-Unis). Victoire navale des troupes françaises de François Joseph Paul de Grasse sur les Anglais.
- 1798 : la loi Jourdan-Delbrel met en place la conscription, en France.

### XIXesiècle
- 1816 : Louis XVIII dissout la Chambre introuvable.
- 1864 : bombardement de Shimonoseki (Japon), par les forces navales britanniques, hollandaises, françaises et américaines.

### XXesiècle
- 1905 : traité de Portsmouth, mettant fin à la guerre russo-japonaise.
- 1915 : conférence de Zimmerwald, réunissant des socialistes du monde entier, contre la guerre et le chauvinisme.
- 1932 : la colonie de Haute-Volta est supprimée, divisée entre Côte d'Ivoire, Soudan français et Niger.
- 1942 : les forces japonaises se retirent, lors de la bataille de la baie de Milne, pendant la campagne de Nouvelle-Guinée.
- 1944 : signature d'une union douanière marquant la naissance du Benelux.
- 1945 : Igor Gouzenko, fonctionnaire de l'ambassade soviétique à Toronto, fait défection.
- 1957 : résolution no 125 du Conseil de sécurité des Nations unies sur l'admission comme nouvel État de la fédération de Malaisie.
- 1960 : Léopold Sédar Senghor est élu président du Sénégal.
- 1978 : début des négociations de Camp David sur le conflit au Moyen-Orient.
- 1981 : ouverture du premier congrès de Solidarność[2].
- 1986 : une prise d'otages, lors du vol 73 Pan Am, fait 43 victimes.

### XXIesiècle
- 2005 : Lyonpo Sangay Ngedup redevient Premier ministre du Bhoutan.
- 2012 : Tuerie de Chevaline
- 2014 : Gaston Flosse est démis de ses fonctions de président de la Polynésie française.
- 2019 : en Italie, deux semaines après avoir remis sa démission, le président du Conseil Giuseppe Conte forme son second gouvernement, avec le Parti démocrate à la place de la Ligue.
- 2021 :
  - en Guinée, un coup d'État militaire renverse le président Alpha Condé[3].
  - en Sao Tomé-et-Principe, Carlos Vila Nova est élu président du pays[4].
- 2022 : Liz Truss est désignée Première ministre du Royaume-Uni, troisième femme à ce poste après Margaret Thatcher puis Theresa May (après 44 jours Downing Street, elle sera aussi le deuxième Premier ministre britannique le plus éphémère après l'un de ses prédécesseurs du XIXe siècle).
- 2024 : Michel Barnier est nommé Premier Ministre par le Président de la république française Emmanuel Macron 51 jours après la démission de Gabriel Attal.

## Arts, culture et religion
- 1927 : sortie de Trolley Troubles, premier dessin animé de la série Oswald le lapin chanceux, créée par Ub Iwerks et Walt Disney.
- 1987 : inauguration de l’Homomonument à Amsterdam.

## Sciences et techniques
- 1977 : lancement de la sonde spatiale Voyager 1.
- 1980 : le tunnel routier du Saint-Gothard est ouvert à la circulation.
- 2012 : le spationaute Akihiko Hoshide marque la mode naissante du « selfie » en réalisant le premier autoportrait photographique connu depuis l'espace[5]. Le 5 septembre 2012, la mode du selfie jusqu'à l'extérieur de la station spatiale internationale

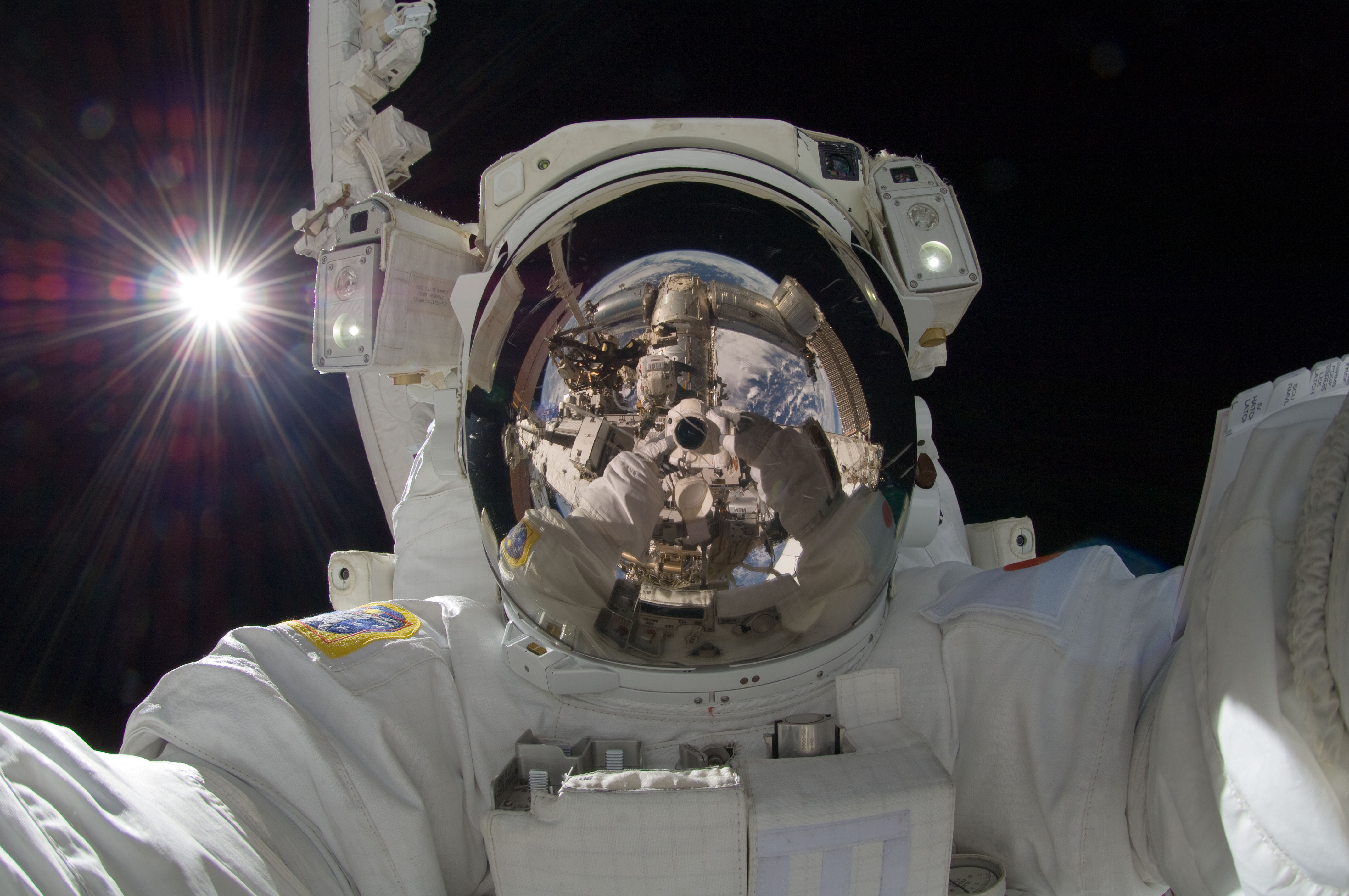
Le 5 septembre 2012, la mode du selfie jusqu'à l'extérieur de la station spatiale internationale

- 2013 : Nature annonce que le massif Tamu, dans le nord-ouest de l’océan Pacifique, pourrait être un seul et même volcan, le plus grand connu sur Terre et l’un des plus grands du système solaire.
- 2019 : des chercheurs de l'université de Hokkaidō, au Japon, publient la description d'une nouvelle espèce de dinosaures, Kamuysaurus japonicus, unique représentant du genre Kamuysaurus.

## Économie et société
- 1921 : début de l'affaire Roscoe Arbuckle qui aboutit à l’adoption d’un code de bonne conduite au sein d’Hollywood, le code Hays.
- 1972 : prise d'otages des Jeux olympiques de Munich. L'organisation pro-palestinienne Septembre noir prend en otage onze membres de l'équipe olympique israélienne, lesquels seront assassinés, ainsi qu'un policier ouest-allemand.
- 2018 : au Japon, un séisme situé à Hokkaidō fait 44 morts.
- 2022 : en Afghanistan, un séisme dans la province de Kounar fait au moins 10 morts.

## Naissances

### VIIesiècle
- 699 : Abû Hanîfa / Abu Hanifa (أبو حنيفة en persan), juriste musulman perse († 14 ou 18 juin voire 15 août 767).

### XIIesiècle

Louis XIV, roi de France et de Navarre, né un 5 septembre comme son ancêtre et prédécesseur homonyme Louis VIII « le Lion » (et ici par Hyacinthe Rigaud en 1701)

- 1187 : Louis VIII dit « Le Lion », roi de France de 1223 à 1226 († 8 novembre 1226).

### XVIesiècle
- 1533 : Jacopo Zabarella, philosophe et logicien italien (+ 15 octobre 1589).
- 1568 : Tommaso Campanella, religieux et philosophe italien († 22 mai 1639).

### XVIIesiècle
- 1638 : Louis Dieudonné le XIVe (Louis XIV) dit « le Roi Soleil », roi de France de 1643 à 1715 († 1er septembre 1715).

### XVIIIesiècle
- 1704 : Quentin de La Tour, portraitiste, pastelliste français  († 17 février 1788).
- 1723 ou 1727 : Jacques de Boutier de La Cardonnie, officier de marine et aristocrate français († novembre 1791).
- 1735 : Johann Christian Bach, compositeur allemand († 1er janvier 1782).
- 1745 : Mikhaïl Koutouzov, prince de Smolensk et général en chef des armées impériales de Russie († 28 avril 1813).
- 1774 : Caspar David Friedrich, peintre allemand († 7 mai 1840).
- 1791 : Giacomo Meyerbeer, compositeur allemand († 2 mai 1864).
- 1792 : Armand Dufrénoy géologue et minéralogiste français († 20 mars 1857).
- 1795 : Étienne-Paschal Taché, médecin et homme politique canadien, Premier ministre du Canada-Uni de 1855 à 1857 et de 1864 à 1865 († 30 juillet 1865).
- 1796 : Pierre-Théodore Verhaegen, avocat belge, fondateur de l'université libre de Bruxelles († 8 décembre 1862).

### XIXesiècle
- 1811 : Abraham Johannes Zeeman, peintre de l'école hollandaise († 7 novembre 1876).
- 1847 : Jesse James, hors-la-loi américain († 3 avril 1882).
- 1867 : Amy Beach, compositrice et pianiste américaine († 27 décembre 1944).
- 1874 : Napoléon « Nap » Lajoie, joueur de baseball américain († 7 février 1959).
- 1876 : 
  - Abdelaziz Thâalbi (عبد العزيز الثعالبي), homme politique tunisien, fondateur du parti Destour († 1er octobre 1944).
  - Wilhelm von Leeb, Generalfeldmarschall allemand († 29 avril 1956).
- 1883 : Mel Sheppard, athlète américain spécialiste du demi-fond, quadruple champion olympique († 4 janvier 1942).
- 1884 : Harper B. Lee (James Harper Gillett dit), matador américain († 26 juin 1941).
- 1885 : René Grousset, historien français († 12 septembre 1952).
- 1888 : Sarvepalli Radhakrishnan (सर्वपल्ली राधाकृष्णन), homme politique indien, 2e président de l'Inde, en fonction de 1962 à 1967 († 17 avril 1975).
- 1892 : Joseph Szigeti, musicien américain († 19 février 1973).
- 1897 : 
  - Pierre Audevie, résistant français du réseau Alliance pendant la Seconde Guerre mondiale († 30 novembre 1944).
  - Arthur Nielsen, analyste de marché américain († 1er juin 1980).

### XXesiècle
- 1901 : Pierre Bost, écrivain et scénariste français († 6 décembre 1975).
- 1902 : Darryl Francis Zanuck, producteur américain († 22 décembre 1979).
- 1903 : Gloria Holden, actrice britannique († 22 mars 1991).
- 1905 :
  - Maurice Challe, militaire français († 18 janvier 1979).
  - Arthur Koestler, écrivain britannique († 3 mars 1983).
- 1906 : 
  - Jean Ces, boxeur français, champion d'Europe et médaillé olympique († 25 décembre 1969).
  - Peter Mieg, compositeur, artiste peintre et écrivain suisse († 7 décembre 1990).
- 1908 : 
  - Henry H. Fowler, juriste et homme politique américain († 3 janvier 2000).
  - Joaquín Nin-Culmell, compositeur et pianiste américain († 14 janvier 2004).
- 1912 : John Cage, compositeur américain († 12 août 1992).
- 1914 : 
  - Stuart Freeborn, maquilleur britannique, créateur du visage de Yoda († 5 février 2013).
  - Nicanor Parra, antipoète chilien († 23 janvier 2018).
- 1916 : Frank Shuster, humoriste et comédien canadien († 13 janvier 2002).
- 1917 : Jean Bertin, ingénieur, inventeur et entrepreneur français du secteur de l'aéronautique et des transports († 21 décembre 1975).
- 1918 : Jean-Marie Poitras, homme d'affaires et homme politique canadien († 27 février 2009).
- 1920 :
  - Peter Racine Fricker, compositeur britannique († 1er février 1990).
  - Henri Silvy, compagnon de la Libération († 6 juin 1944).
- 1925 : Annick Alane, actrice française († 28 octobre 2019).
- 1929 : 
  - Bob Newhart, humoriste et acteur américain.
  - Andrian Nikolaïev (Андриян Григорьевич Николаев), cosmonaute soviétique († 3 juillet 2004).
- 1931 : 
  - Henri Boel, homme politique belge († 13 novembre 2020).
  - Moshé Mizrahi (en hébreu : משה מזרחי), réalisateur et scénariste israélien († 3 août 2018).
- 1933 : Francisco Javier Errázuriz Ossa, prélat chilien.
- 1934 : Paul Josef Cordes, prélat allemand.
- 1936 : 
  - Robert Burns, homme politique canadien († 15 mai 2014).
  - Louis Favoreu, juriste et universitaire français († 1er septembre 2004).
  - Bill Mazeroski, joueur de baseball américain.
- 1937 : 
  - William Devane, acteur américain.
  - Eddie Vartan, musicien auteur-compositeur-interprète et chef d'orchestre bulgare puis française († 19 juin 2001).
- 1938 : John Ferguson, hockeyeur canadien († 14 juillet 2007).
- 1939 :
  - Claudette Colvin, citoyenne (afro-)américaine ayant refusé adolescente de laisser son siège à une concitoyenne (blanco-/euro-)américaine dans un autobus en violation de lois raciales ségrégationnistes, éclipsée par Rosa Parks.
  - George Lazenby, acteur australien James Bond d'un film de la saga.
  - Clay Regazzoni, pilote automobile suisse († 15 décembre 2006).
  - John Stewart, chanteur américain († 19 janvier 2008).
- 1940 : Raquel Welch, actrice américaine.
- 1941 : 
  - Daniel Constant, cavalier français.
  - Alma De Groen, dramaturge australienne.
  - Dave Dryden, hockeyeur canadien.
- 1942 : 
  - Denise Fabre, présentatrice speakerine de télévision française.
  - Werner Herzog, réalisateur allemand.
  - Eduardo Mata, chef d'orchestre et compositeur mexicain († 4 janvier 1995).
- 1944 : Axel Kahn, scientifique, médecin généticien, éthicien et essayiste français, directeur en instituts, président d'université puis de la Ligue contre le cancer de 2019 à sa mort († 6 juillet 2021).
- 1945 : 
  - Gérard d'Aboville, navigateur et homme politique français.
  - Abdellatif M’rah, réalisateur et producteur algérien († 10 janvier 2022).
  - Al Stewart (Alastair Ian Stewart dit), chanteur britannique.
- 1946 : 
  - Gérard Louvin, producteur de télévision, de musique, de cinéma et de spectacles français.
  - Freddie Mercury (Farrokh Bulsara dit), auteur-compositeur-interprète britannique du groupe Queen († 24 novembre 1991).
- 1947 : Chantal Thomass (Chantal Genty dite), créatrice de mode fondatrice d'une marque de lingerie.
- 1951 : 
  - Paul Breitner, footballeur allemand.
  - Michael Keaton, acteur américain.
- 1956 : Steve Denton, joueur de tennis américain.
- 1957 : Peter Winnen, cycliste sur route néerlandais.
- 1958 : 
  - Daniel Gauthier, homme d’affaires et administrateur québécois, cofondateur du Cirque du Soleil.
  - Pierre Leroux, écrivain, journaliste et scénariste québécois.
- 1959 : André Phillips, athlète américain, champion olympique du 400 m haies.
- 1960 : 
  - Brigitte Boucher, actrice canadienne.
  - Jon van Eerd, acteur, doubleur, scénariste et chanteur néerlandais.
  - Denis Forest, acteur canadien († 18 mars 2002).
- 1961 : Marc-André Hamelin, musicien canadien.
- 1962 : Arsen Fadzayev, lutteur et homme politique ouzbek, champion olympique.
- 1963 : Taki Inoue (井上 隆智穂), pilote de courses d'endurance et de F1 japonais.
- 1965 :
  - David Brabham, pilote de courses d'endurance et de F1 australien.
  - César Rincón (Julio César Rincón Ramírez dit), matador colombien.
- 1966 : Terry Ellis, chanteuse américaine du groupe En Vogue.
- 1968 : 
  - Thomas Levet, golfeur français.
  - Butcho Vuković, chanteur de hard rock français.
- 1969 : Leonardo Nascimento de Araújo, footballeur brésilien devenu dirigeant de club de football.
- 1970 : Lee Lai Shan, véliplanchiste hongkongaise, championne olympique.
- 1972 : Salaheddine Bassir, footballeur marocain.
- 1973 : 
  - Billy (Frédéric Richard dit), animateur et producteur de télévision français.
  - Rose McGowan, actrice américaine.
- 1976 : Tetyana Hutsu, gymnaste ukrainienne, double championne olympique.
- 1977 : Teresa Marinova, athlète bulgare spécialiste du triple-saut, championne olympique.
- 1978 : Chris Jack, joueur de rugby à XV néo-zélandais.
- 1981 :
  - Daniel Moreno, cycliste sur route espagnol.
  - Filippo Volandri, joueur de tennis italien.
- 1982 : Aurélie Jean, scientifique numéricienne française.
- 1985 : Marc Baget, joueur de rugby à XV français.
- 1988 : 
  - Emmy Raver-Lampman, actrice américaine.
  - Nuri Şahin, footballeur turc.
- 1989 :
  - Nikolay Bayryakov, lutteur bulgare.
  - Elena Delle Donne, joueuse de basket-ball américaine.
  - Asley González, judoka cubain.
  - Katerina Graham, actrice américaine.
  - Sarra Lajnef, nageuse tunisienne.
  - Joey Rosskopf, cycliste sur route américain.
  - Grzegorz Sandomierski, footballeur polonais.
- 1990 :
  - Dilara Fındıkoğlu, styliste turco-britannique.
  - Lance Stephenson, basketteur américain.
  - Kim Yuna (김연아), patineuse artistique sud-coréenne.
- 1991 : Skandar Keynes, acteur britannique.
- 1996 :
  - Zoya Ananchenko, kayakiste kazakhe.
  - Alpha Oumar Djalo, judoka français.
  - Takamasa Kitagawa, athlète japonais.
- 1997 : Skylar Mays, basketteur américain.
- 1998 : Alexia Chartereau, basketteuse française.

## Décès

### XVIesiècle
- 1548: Catherine Parr, sixième épouse de Henri VIII, roi d'Angleterre (° 1512).

### XVIIesiècle
- 1607 : Pomponne de Bellièvre, homme d'État et diplomate français, surintendant des finances de 1574 à 1588, chancelier de France de 1599 à 1607 et ambassadeur (° 1529).
- 1618 : Jacques Du Perron, prélat français (° 25 novembre 1556).

### XVIIIesiècle
- 1742 : Pierre de Lauzon, prêtre jésuite, missionnaire en Nouvelle-France (° 13 septembre 1687).

### XIXesiècle
- 1803 : 
  - François Devienne, compositeur français (° 31 janvier 1759).
  - Pierre Choderlos de Laclos, écrivain français (° 18 octobre 1741).
- 1829 : Pierre Daru, homme d'État et homme de lettres français (° 12 janvier 1767).
- 1838 : Charles Percier, architecte français (° 22 août 1764).
- 1842 : Juan Yust, matador espagnol (° 1807).
- 1845 : Marie Arago, épouse de François Bonaventure Arago et mère des « frères Arago » (° 3 novembre 1755).
- 1857 : Auguste Comte, philosophe français (° 19 janvier 1798).
- 1886 :
  - Hippolyte Michaud, peintre français (° 20 août 1823).
  - Samuel Morley, homme politique britannique (° 15 octobre 1809).

### XXesiècle
- 1902 : Rudolf Virchow, médecin et homme politique prussien (° 13 octobre 1821).
- 1914 : Charles Péguy, écrivain français (° 7 janvier 1873).
- 1934 : Sidney Myer, homme d'affaires australien (° 8 février 1878).
- 1942 : François de Labouchère, militaire français (° 18 septembre 1917).
- 1947 : William Graham, hockeyeur sur gazon irlandais (° 29 janvier 1886).
- 1956 : Adolphe d'Espie, écrivain, éditeur et homme politique français (° 28 janvier 1878).
- 1977 : Marcel Thiry, écrivain belge et militant wallon (° 13 mars 1897).
- 1978 : 
  - Armillita Chico (Fermín Espinosa Saucedo dit), matador mexicain (° 3 mai 1911).
  - Robert Cliche, homme politique et juge québécois (° 12 avril 1921).
  - Joe Negroni (en), chanteur américain du groupe The Teenagers (° 9 septembre 1940).
- 1988 : Gert Fröbe, acteur allemand (° 25 février 1913).
- 1992 : Fritz Leiber, romancier américain (° 24 décembre 1910).

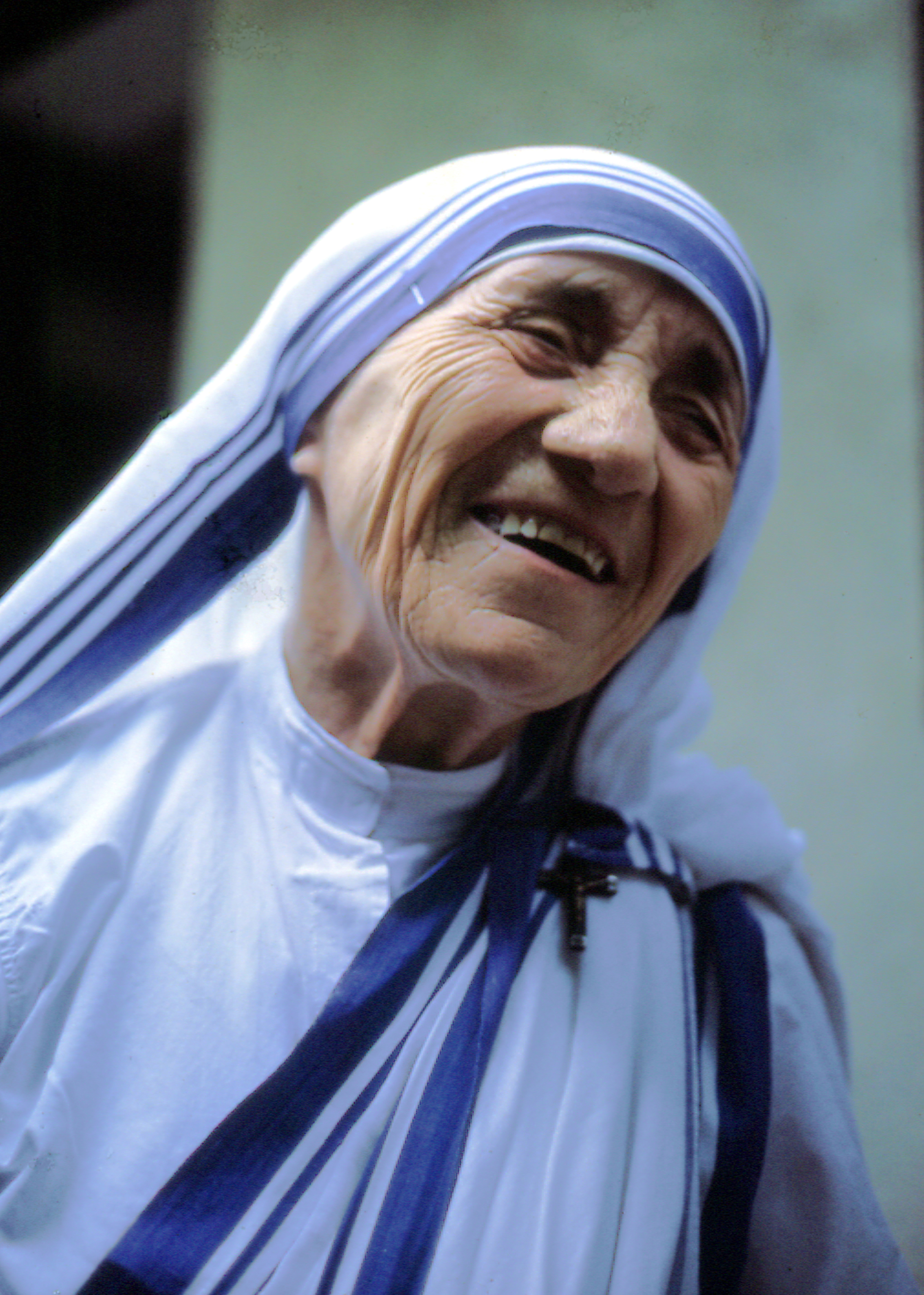
Mère Teresa de Calcutta

- 1993 : Claude Renoir, directeur de la photographie français, petit-fils d'Auguste Renoir (° 4 décembre 1913).
- 1996 : Leonard Katzman, réalisateur, producteur et scénariste américain (° 2 septembre 1927).
- 1997 : 
  - Leon Edel, critique littéraire et biographe canadien (° 9 septembre 1907).
  - Mère Teresa (Anjezë Gonxhe Bojaxhiu dite), religieuse albano-indienne, prix Nobel de la paix en 1979, canonisée en 2013 (° 26 août 1910).
  - Georg Solti, chef d'orchestre américain (° 21 octobre 1912).
- 1998 : 
  - Ferdinand Biondi, homme de radio canadien (° 13 mars 1909).
  - Yoshie Hotta, écrivain japonais (° 7 juillet 1918).
  - Verner Panton, stylicien danois (° 13 février 1926).
  - Leo Penn, acteur et réalisateur américain (° 27 août 1921).
  - Jean-Pierre Prouteau, homme politique français (° 28 octobre 1930).
  - Billy Soose, boxeur américain (° 2 août 1915).
- 1999 :
  - Alan Clark, historien, diariste et homme politique britannique (° 13 avril 1928).
  - Allen Funt, producteur américain (° 16 septembre 1914).
  - Bryce Mackasey, homme politique canadien (° 25 août 1921).

### XXIesiècle
- 2002 : David Wilkinson, astronome américain (° 13 mai 1935).
- 2003 : 
  - Richard Boutet, réalisateur, scénariste et producteur québécois (° 11 novembre 1940).
  - Gisele MacKenzie, chanteuse canado-américaine (° 10 janvier 1927).
- 2007 : 
  - Edward Gramlich, économiste américain (° 18 juillet 1939).
  - Philippe Jaffré, homme d'affaires français (° 2 mars 1945).
- 2008 : Thubten Jigme Norbu, 6e lama tibétain (° 6 octobre 1922).
- 2010 : 
  - Corneille, peintre, graveur, sculpteur et céramiste néerlandais (° 4 juillet 1922).
  - David Dortort, scénariste et producteur américain (° 23 octobre 1916).
  - Shoya Tomizawa (富沢 祥也), pilote de moto japonais (° 10 décembre 1990).
- 2011 :
  - Bernard Brunhes, homme d'affaires français (° 22 mars 1940).
  - Salvatore Licitra, chanteur d'opéra italien (° 10 août 1968).
- 2012 : 
  - Ediz Bahtiyaroğlu, footballeur turc et bosnien (° 2 janvier 1986).
  - Horacio Garcia Rossi, artiste plasticien argentin (° 24 juillet 1929).
  - Christian Marin, acteur français (° 8 février 1929).
  - Joe South, auteur-compositeur, interprète et guitariste américain (° 28 février 1940).
- 2018 :
  - François Flohic, résistant et vice-amiral français, aide de camp du général de Gaulle au temps de sa présidence (° 2 août 1920).
  - Lise Payette, femme politique, femme de lettres, de télévision et de radio canadienne (° 29 août 1931).
  - Gilles Pelletier, acteur québécois (° 22 mars 1925).
- 2019 : Philippe Berry (Philippe Benguigui dit), sculpteur, décorateur, acteur, dessinateur et peintre français (° 18 mai 1956).
- 2020 : Antoine Rufenacht, homme politique français, maire du Havre de 1995 à 2010 (° 11 mai 1939).
- 2021 : Ion Caramitru, Marcel Garrouste, Sarah Harding, Matej Marin, Ivan Patzaichin, Živko Radišić, Tony Selby.
- 2023 :
  - Albert Azaryan, gymnaste soviétique puis arménien (° 11 février 1929).
  - María Teresa Campos, journaliste et présentatrice de télévision espagnole (° 18 juin 1941).
  - Pierre Camu, professeur et géographe canadien (° 19 mars 1923).
  - Necmettin Cevheri, homme politique turc (° 30 juin 1930).
  - Adam Exner, prélat de l'Église catholique canadien (° 24 décembre 1928).
- 2024 :
  - Manuel Antín, romancier, dramaturge, poète et réalisateur argentin (° 27 février 1926).
  - Derek Boshier, artiste pop, peintre, dessinateur et photographe britannique (° 19 juillet 1937).
  - Rebecca Cheptegei, athlète de fond ougandaise (° 22 février 1991).
  - Radha Charan Gupta, historien des mathématiques indien (° 14 août 1935).
  - Rich Homie Quan, rappeur et chanteur américain (° 4 octobre 1990).
  - Jorge Rivera López, acteur argentin (° 19 mars 1930).
  - Sérgio Mendes, pianiste, compositeur, et arrangeur brésilien (° 11 février 1941).
  - Władysław Słowiński, compositeur et chef d'orchestre polonais (° 14 mai 1930).
  - Laurent Tirard, réalisateur français (° 18 février 1967).
  - Aruna Vasudev, personnalité du cinéma indien (° 1936).

## Célébrations
- Nationale en Inde : fête des professeurs en mémoire de la naissance de Sarvepalli Radhakrishnan en 1888.
- Journée internationale de la charité[6],[7]

### Saints des Églises chrétiennes

#### Saints catholiques et orthodoxes du jour
- Acontius, Nonnus, Herculan et Taurin († 172), martyrs à Porto Romano près de Rome.
- Anséric d'Épagny († 652) - ou « Ansaric », « Ansery », « Ansericus » ou « Ansaricus » -, évêque de Soissons en Picardie ; date occidentale, fêté le 7 septembre en Orient[8].
- Bertin de Sithiu († 709), abbé près de Saint-Omer.
- Charbel († 107) martyr.
- Corentin de Quimper (Ve siècle), évêque, fêté aussi le 12 décembre.

- Raïssa († 308) — ou « Heraïs », « Rhaïs », « Iraïs », « Ira », « Heraïde », « Iraïde » ou « Iraïda » —, fille d'un prêtre de Tamieh (Fayoum) sur la frontière du désert de Libye, martyre à Alexandrie en Égypte sur ordre du préfet Lucien - ou « Kulcien » - ; date occidentale, fêtée le 23 septembre en Orient[9].

- - parents de Jean le Baptiste l'ayant eu âgés (comme Abraha)m et Sara(h) de la Genèse -dans l'Ancien testament- biblique à l'égard d'Isaac ou Yitzhak),
  - elle cousine / parente de la Vierge Marie de Nazareth et donc grande cousine voire tante de Jésus de Nazareth (voir aussi 5 novembre et 31 mai de la Visitation de Marie -enceinte de Jésus- à ladite Elisabeth enceinte du futur baptiseur précurseur), selon le(s) récit évangélique du Nouveau testament chrétien.

#### Saints catholiques du jour
- Albert de Cessima († 1073) - ou « Alpert » -, serait le fondateur et le premier abbé du monastère de Butrio, à Tortona, en Piémont.
- Charbel († vers 105), martyr de l'Église syro-maronite d'Antioche sous l'empereur Trajan.
- Costanza Starace (en religion Marie Madeleine de la Passion) († 1921), Religieuse italienne bienheureuse, fondatrice d'institut.
- Florent Dumontet de Cardaillac, (1749-1794) prêtre martyr sur les pontons de Rochefort[10].
- Gentil de Matelica († 1340), Franciscain italien bienheureux et martyr en Perse.
- William Brown († 1605), Prêtre bienheureux anglais et martyr.
- Jean-Joseph Lataste († 1869), Dominicain français bienheureux, fondateur.
- Joseph Hoang Luong Canh († 1838), Médecin vietnamien et martyr.
- Laurent Justinien († 1455), Patriarche de Venise.
- Pierre Nguyen Van Tu († 1838), Dominicain vietnamien et martyr.
- Teresa de Calcutta († 1997), religieuse catholique albanaise naturalisée indienne, missionnaire en Inde, prix Nobel de la paix en 1979.

#### Saints orthodoxes
- Athanase (+ 1648), Martyr lituanien.

### Prénoms du jour
Raïssa et Bertin.

## Traditions et superstitions

### Astrologie
- Signe du zodiaque : quatorzième jour du signe astrologique de la Vierge.

## Toponymie
- Plusieurs voies, places, sites ou édifices de pays ou provinces francophones contiennent la date du jour dans leur nom sous différentes graphies possibles : voir Cinq-Septembre.